# Fortalesa de Ksani
La fortalesa de Ksani (en georgià: ქსნის ციხე), també coneguda com la fortalesa de Mtkvari (მტკვრის ციხე), és una fortalesa a l'est de Geòrgia, a la confluència del riu Ksani amb el Kura, al districte històric de Mukhrani, ara part del municipi de Mtskhetha. Va ser construïda per Bagrat I Mukhrani-batoni, el 1512 i reconstruïda pel seu descendent, el 1746. La fortalesa està inscrita en la llista de Monuments Culturals destacats de Geòrgia.

## Situació

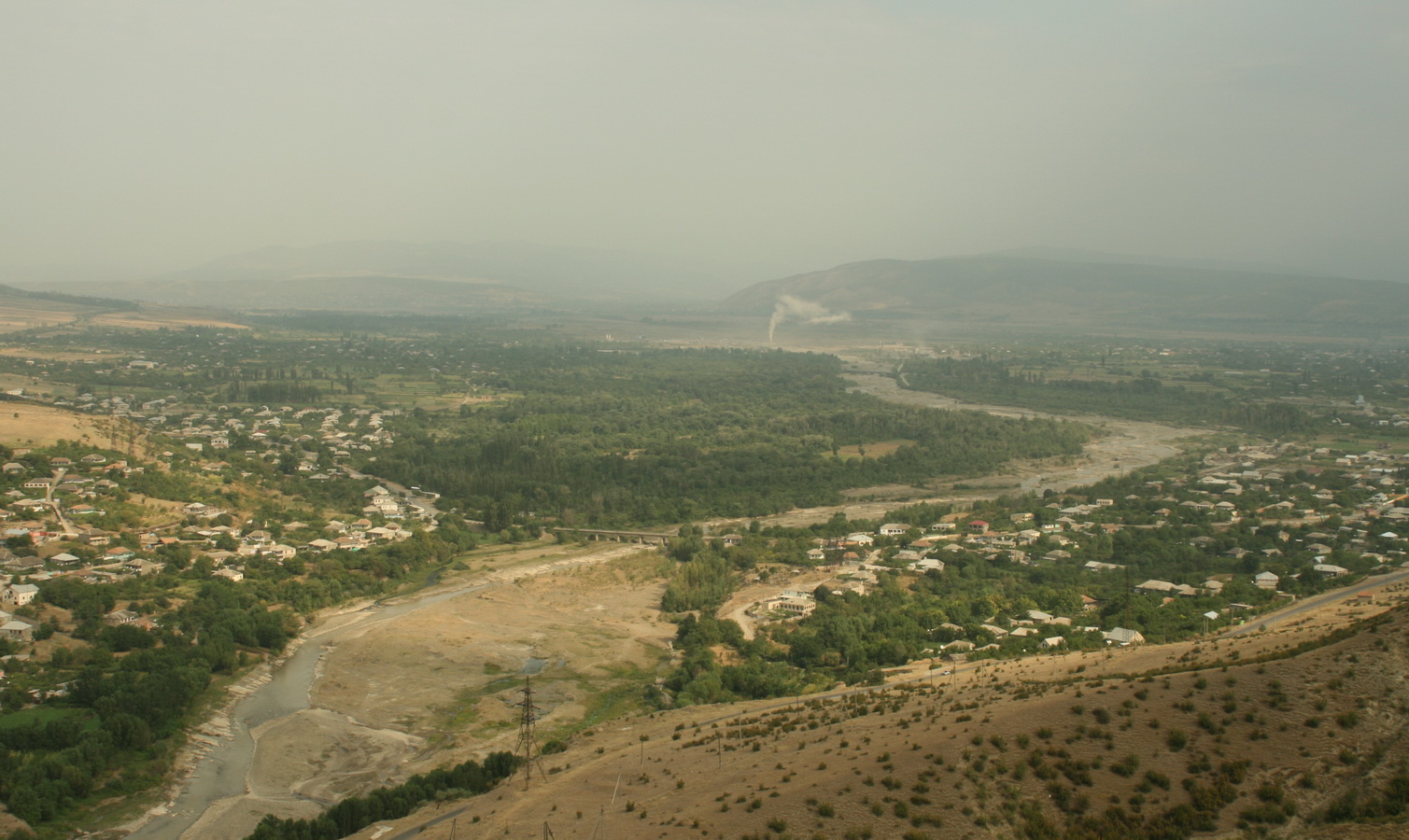
Vista de la vall del Ksani, des de la fortalesa

La fortalesa es troba al cim de la muntanya boscosa Sarkineti, de 600 metres d'alçada, a la riba esquerra del Ksani, a la rodalia del llogaret de Tsikhisdziri, al municipi de Mtskheta, a la regió de Mtskheta-Mtianeti. La fortalesa està estratègicament situada, a la confluència de Ksani i el Kura. Accessible únicament des del sud-oest, ofereix una vista d'ambdues valls fluvials, i a causa de la seva posició dominant, és visible des de la principal carretera est-oest de Geòrgia.

## Arquitectura
La fortalesa existent és de planta poligonal irregular. L'edifici originari està construït amb llambordins; les línies mixtes de pedra i maó són el resultat de la reconstrucció del segle xviii. Les muralles estan fortificades amb baluards i torres de diferents mides i formes i coronades amb parapets amb merlets. Estan equipades amb espitlleres. N'hi ha un estany i un celler. L'aigua acostumava a ser subministrada per un aqüeducte que continuava al llarg de la cresta de la muntanya durant alguns quilòmetres.

## Història

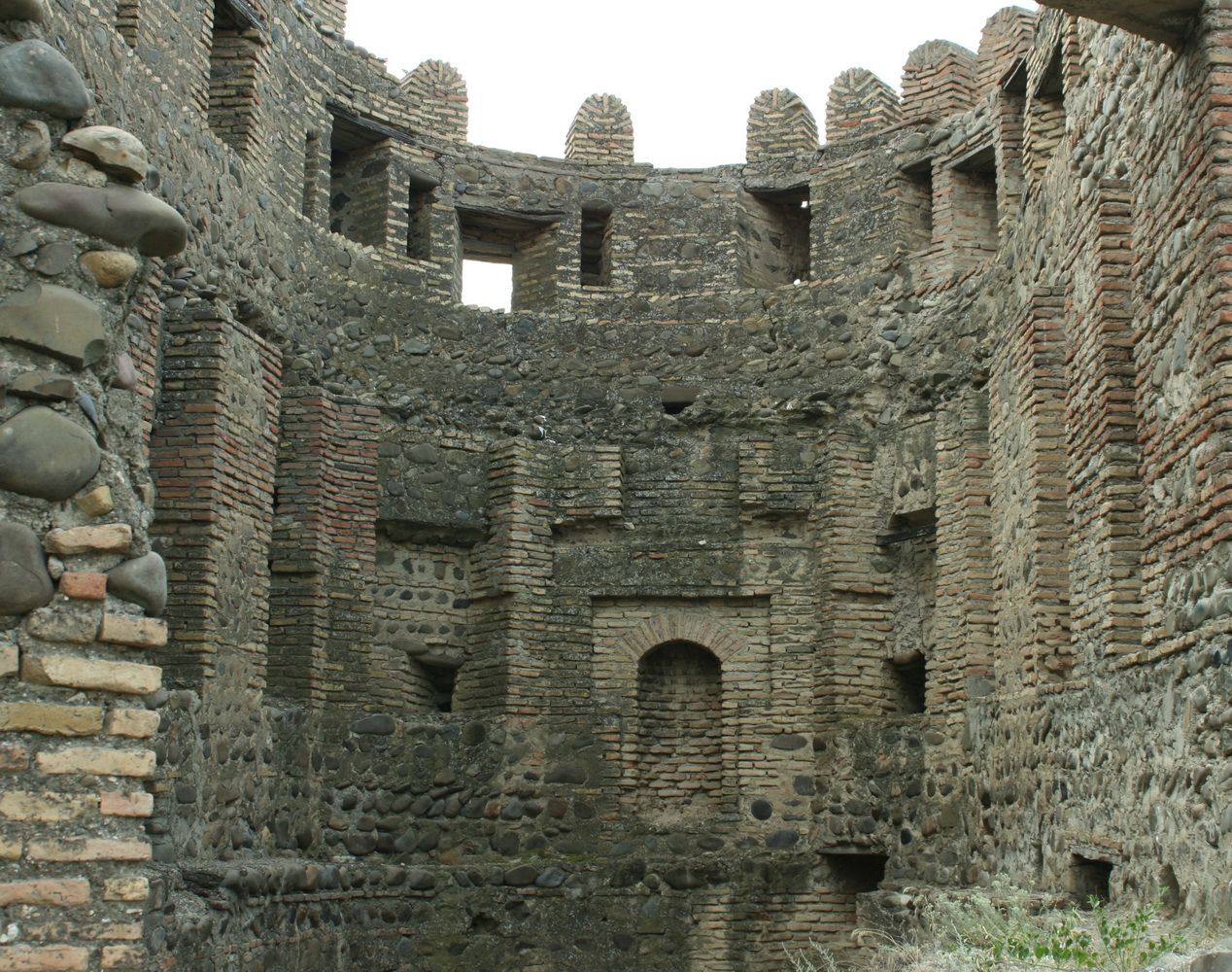
Parets interiors

La fortalesa es coneix des dels primers registres històrics moderns amb el nom de Mtkvari (arcaicament, Mtkuri) o Mtveri, però és coneguda popularment com a Ksani. Va ser construïda pel príncep Bagrat I, que va fugir del seu germà gran, el rei David X de Kartli, al districte de Mukhrani, i va fer allà un principat. La fortalesa es va convertir immediatament en objectiu del governant georgià veí Jordi II de Kakhètia, que la va assetjar. Després d'un enfrontament de tres mesos, Giorgi, tot burlant-se, li va enviar vi fresc a Bagrat, pensant que els defensors s'estaven morint de fam. Quan, a canvi, va rebre un salmó viu de l'estany del castell, va concloure que el setge era inútil i es va retirar. El conflicte va perdurar i el 1513 Bagrat va aconseguir capturar Giorgi i fer-ho presoner a la fortalesa de Ksani. La fortalesa va romandre en possessió de la casa de Mukhrani, fundada per Bagrat, però gradualment va caure en ruïnes. Al 1746, Constantí III Mukhrani-batoni la va reconstruir i va col·locar una inscripció commemorativa sobre l'entrada.